# Cetfalva, Bereg
Cetfalva (în ucraineană Четфалва, maghiară Csetfalva) este o comună în raionul Bereg, regiunea Transcarpatia, Ucraina, formată numai din satul de reședință.

## Demografie
Componența lingvistică a comunei Cetfalva
     Maghiară (97,35%)
     Ucraineană (2,38%)
     Alte limbi (0,26%)
Conform recensământului din 2001, majoritatea populației comunei Cetfalva era vorbitoare de maghiară (97,35%), existând în minoritate și vorbitori de ucraineană (2,38%).